# Tuomas Karhula
Tuomas Karhula (* 5. Dezember 1982) ist ein finnischer Badmintonspieler. 

## Karriere
Tuomas Karhula gewann nach sieben nationalen Juniorentiteln 2001 seinen ersten Meistertitel bei den Erwachsenen in Finnland, wobei er im Mixed mit Nina Sarnesto erfolgreich war. Weitere Titelgewinne folgten 2003, 2005, 2006 und 2009.

## Sportliche Erfolge
| Saison | Veranstaltung                                | Disziplin    | Platz | Name                               |
| ------ | -------------------------------------------- | ------------ | ----- | ---------------------------------- |
| 1999   | Finnland: Einzelmeisterschaften der Junioren | Mixed        | 1     | Tuomas Karhula / Elina Väisänen    |
| 1999   | Finnland: Einzelmeisterschaften der Junioren | Herrendoppel | 1     | Tuomas Karhula / Petri Hyyryläinen |
| 2000   | Finnland: Einzelmeisterschaften der Junioren | Mixed        | 1     | Tuomas Karhula / Elina Väisänen    |
| 2000   | Finnland: Einzelmeisterschaften der Junioren | Herreneinzel | 1     | Tuomas Karhula                     |
| 2000   | Finnland: Einzelmeisterschaften der Junioren | Herrendoppel | 1     | Tuomas Karhula / Petri Hyyryläinen |
| 2001   | Finnland: Einzelmeisterschaften der Junioren | Mixed        | 1     | Tuomas Karhula / Viivi Brandt      |
| 2001   | Finnland: Einzelmeisterschaften der Junioren | Herrendoppel | 1     | Tuomas Karhula / Petri Hyyryläinen |
| 2001   | Finnland: Einzelmeisterschaften              | Mixed        | 1     | Tuomas Karhula / Nina Sarnesto     |
| 2003   | Finnland: Einzelmeisterschaften              | Herrendoppel | 1     | Petri Hyyryläinen / Tuomas Karhula |
| 2005   | Finnland: Einzelmeisterschaften              | Mixed        | 1     | Tuomas Karhula / Leena Löytömäki   |
| 2005   | Finnland: Einzelmeisterschaften              | Herrendoppel | 1     | Petri Hyyryläinen / Tuomas Karhula |
| 2006   | Finnland: Einzelmeisterschaften              | Mixed        | 1     | Tuomas Karhula / Leena Löytömäki   |
| 2006   | Finnland: Einzelmeisterschaften              | Herrendoppel | 1     | Antti Viitikko / Tuomas Karhula    |
| 2009   | Finnland: Einzelmeisterschaften              | Herrendoppel | 1     | Petri Hyyryläinen / Tuomas Karhula |